# Энипей
Энипей (др.-греч. Ἐνιπεύς) — персонаж древнегреческой мифологии, бог одноимённой реки (ныне Энипефс) в южной части Фессалии.
Энипей был сыном Океана и Тефиды. Античные авторы пишут, что в него влюбилась смертная женщина по имени Тиро, жена царя Иолка Крефея, но Энипей не отвечал ей взаимностью. Посейдон использовал это, чтобы принять облик речного бога и овладеть Тиро, которая после этого родила близнецов Пелия и Нелея.
На берегу реки Энипей в 48 году до н. э. развернулась битва при Фарсале, причём наличие реки стало одним из важнейших факторов, обеспечивших победу Гаю Юлию Цезарю.